# Henry Weston Smith
Pour les articles homonymes, voir Henry Smith et Smith.
Henry Weston Smith est un prêcheur américain né à Ellington (Connecticut) le 10 janvier 1827 et mort le 20 août 1876 près de Deadwood (Dakota du Sud).

## Biographie
Henry Smith se marie une première fois en 1847 mais son épouse et le bébé meurent un an plus tard.
En 1850, il devient prêcheur méthodiste.
En 1859, il se marie à nouveau, avec Lydia Ann Joslin. Ils auront quatre enfants.
Il sert durant la guerre de Sécession et devient médecin.
En 1876, il arrive à Deadwood en pleine ruée vers l'or dans les Black Hills. Il devient ainsi le premier prêcheur des Black Hills. Prêcheur sans église, c'est dans les rues du camp de mineurs que Smith porte la bonne parole.
Le 20 août 1876, le révérend, en compagnie du shérif Brown et de deux autres cavaliers, sont retrouvés morts dans les environs de Deadwood. Le meurtre est attribué aux Indiens.
Le corps du révérend Smith repose au cimetière du mont Moriah (tout comme celui de Wild Bill Hickok et Calamity Jane, notamment).

## Filmographie
Il apparaît sous les traits de Ray McKinnon dans la série télévisée Deadwood.